# Konstantin Spodarienko
Konstantin Grigorjewicz Spodarienko, ros. Константин Григорьевич Сподаренко (25 kwietnia 1972 w Ust-Kamienogorsku, Kazachska SRR) – kazachski hokeista.

## Kariera
- Torpedo Ust-Kamienogorsk (1986-1996)
  -  SzWSM Ust-Kamienogorsk (1995)
- Podhale Nowy Targ (1996-1997)
- Torpedo Ust-Kamienogorsk (1997-1999)
- Nieftianik Almietjewsk (1999-2000)
- Eniergija Kemerowo (2000-2007)
- Jużnyj Urał Orsk (2007-2008)

Wychowanek Torpedo Ust-Kamienogorsk. W sezonie 1996/1997 występował w lidze polskiej, gdy trafił do klubu z Nowego Targu (wraz z nim jego rodacy Aleksandr Artiomienko i Jurij Karatajew. W późniejszych latach występował w Rosji, w tym od 2000 kilka sezonów w Kemerowie.
W barwach Kazachstanu uczestniczył w turniejach zimowej uniwersjady edycji 1993, 1995.

## Sukcesy
Reprezentacyjne
- Srebrny medal zimowej uniwersjady: 1993
- Złoty medal zimowej uniwersjady: 1995

Klubowe
- Złoty medal wyższej ligi: 1989, 2000 z Nieftianikiem Almietjewsk
- Złoty medal mistrzostw Kazachstanu: 1993, 1994, 1995, 1996, 1998 z Torpedo
- Brązowy medal mistrzostw Kazachstanu: 1996 z Torpedo
- Złoty medal mistrzostw Polski: 1997 z Podhalem

Indywidualne
- Liga kazachska 1994/1995[6]:
  - Pierwsze miejsce w klasyfikacji strzelców: 11 goli (w dwunastu meczach)
  - Pierwsze miejsce w klasyfikacji kanadyjskiej: 14 punktów (w dwunastu meczach)
- Liga kazachska 1997/1998:
  - Pierwsze miejsce w klasyfikacji kanadyjskiej w zespole Torpedo: 29 punktów (16 goli i 13 asyst)